# Обычный мультик (2-й сезон)
Второй сезон американского анимационного телесериала Обычный мультик, созданный Джеймсом Куинтелом, первоначально транслировался на Cartoon Network в США. Куинтел создал пилотную серию, используя персонажей из своих короткометражных комедий для отменённого сериала-антологии The Cartoonstitute. Он разработал «Обычный мультик» на основе собственного опыта учёбы в колледже. В то же время несколько его главных героев были заимствованы из его анимационных короткометражек: 2 в AM PM и Наивный человек из Лоллиленда. После успеха 1-го сезона Обычный мультик был продлён на второй сезон в 2009 году, до его премьеры. Сезон длился с 29 ноября 2010 года по 1 августа 2011 года.
Раскадровка и сценарий второго сезона Обычного мультика — Куинтел, Шон Селеш, Сион Такэути, Бентон Коннор, Кэлвин Вонг, Пол Скарлата, Кэт Моррис, Майк Рот, Джон Инфантино, Минти Льюис, Генри Ю и Дэннис Мессмер. В этом сезоне сценаристами были: Куинтел, Рот, Инфантино, Мишель Кевин и Мэтт Прайс, который также является редактором сюжета, а продюсированием занималась Cartoon Network Studios.

## Разработка

### Концепция
Два 23-летних друга, голубая сойка по имени Мордекай и енот по имени Ригби, работают садовниками в парке и проводят свои дни, пытаясь бездельничать и развлекаться любыми способами. Это очень расстраивает их босса Бенсона и их коллегу Скипса, но приводит в восторг Попса. Другие их коллеги: Маслмен (толстый зелёный человек) и призрак Дай Пять (призрак с рукой, протянутой от макушки головы), выступают в качестве их соперников.

### Производство
Многие из персонажей слегка основаны на тех, которые были разработаны для студенческих фильмов Куинтела в Калифорнийском институте искусств: Наивный человек из Лоллиленда и 2 в AM PM. Куинтел предложил Обычный мультик для проекта Cartoon Network «Cartoonstitute», в котором телеканал позволял художникам создавать пилотные проекты без примечаний, которые можно было бы использовать в качестве сериала. После получения зелёного света Куинтел нанял нескольких художников комиксов для создания персонала сериала, поскольку их стиль соответствовал тому, что он хотел видеть в сериале. Сезон раскадровали и написали — Куинтел, Шон Селеш, Сион Такэути, Бентон Коннор, Кэлвин Вонг, Пол Скарлата, Кэт Моррис, Майк Рот, Джон Инфантино, Минти Льюис, Генри Ю и Дэннис Мессмер. В этом сезоне сценаристами были: Куинтел, Рот, Инфантино, Мишель Кевин и Мэтт Прайс, который также является редактором сюжета, а продюсированием занималась Cartoon Network Studios.
Второй сезон Обычного мультика производился с августа 2010 года по ноябрь 2010 года. В нём используются двойные намёки и мягкая лексика; Куинтел заявил, что, хотя сеть хотела отойти от более ориентированных на детей передач, с этим переходом возникли некоторые ограничения. 

## Эпизоды
| № общий | № в сезоне | Название                                          | Режиссёр анимации              | Автор сценария и раскадровщик             | Дата премьеры   | Произв. код | Зрители США (млн) |
| --- | ---------- | ------------------------------------------------- | ------------------------------ | ----------------------------------------- | --------------- | ----------- | ----------------- |
| 13 | 1          | «Привет начальник!» «Ello Gov'nor»                | Роберт Альварез                | Шон Селеш и Сион Такэути                  | 29 ноября 2010  | 1004-014    | 2.07              |
| Ригби получает травму и становится напуганным после просмотра фильма ужасов о преследующем его британском такси. Имея небольшой выбор, он просит Мордекая и Попса помочь ему преодолеть свой страх. Голоса гостей: Paul F. Tompkins в роли работника хижины Movie Shack |            |                                                   |                                |                                           |                 |             |                   |
| 14 | 2          | «Пора» «It's Time»                                | Роберт Альварез                | Бентон Коннор и Кэлвин Вонг               | 3 января 2011   | 1004-015    | N/A               |
| Мордекай начинает злобно ревновать, когда Ригби уговаривает Маргарет пойти на свидание, чтобы посмотреть званый ужин зомби. В отчаянии он засунул все часы в микроволновку и приготовил их. В процессе борьбы Ригби погибает, а Мордекай знакомится с Отцом времени, который возвращает его в начало эпизода, чтобы исправить то, что он сделал не так. Голоса гостей: Alan Sklar в роли Отца времени                                                          |            |                                                   |                                |                                           |                 |             |                   |
| 15 | 3          | «Мы это ценим» «Appreciation Day»                 | Роберт Альварез                | Кэт Моррис и Пол Скарлата                 | 10 января 2011  | 1004-013    | 1.72              |
| Мордекай и Ригби изо всех сил стараются, чтобы их ценили. |            |                                                   |                                |                                           |                 |             |                   |
| 16 | 4          | «Око» «Peeps»                                     | Роберт Альварез                | Бентон Коннор и Кэлвин Вонг               | 17 января 2011  | 1004-019    | N/A               |
| Бенсон покупает систему наблюдения для парка, чтобы Мордекай и Ригби не бездельничали. Голоса гостей: Richard McGonagle в роли Ока |            |                                                   |                                |                                           |                 |             |                   |
| 17 | 5          | «Головокружение» «Dizzy»                          | Роберт Альварез                | Шон Селеш и Сион Такэути                  | 24 января 2011  | 1004-018    | 2.10              |
| Попс должен подготовить речь в парке, чтобы представить новую парковую статую. Мордекай и Ригби пытаются помочь, вызывая у него головокружение, но им приходится проникнуть в его голову, чтобы вернуть ему уверенность. Голоса гостей: David Ogden Stiers в роли господина Мэлларда |            |                                                   |                                |                                           |                 |             |                   |
| 18 | 6          | «Моя мама» «My Mom»                               | Роберт Альварез                | Кэт Моррис                                | 31 января 2011  | 1004-017    | 1.83              |
| Мордекай и Ригби не справляются с очередным заданием, поэтому Бенсон поручает Маслмену и призраку Дай Пять присматривать за ними. Мордекай и Ригби ненавидят терпеть Маслмена и призрака Дай Пять, особенно шутки Маслмена «Моя мама». Песня: «Nothin' but a Good Time» — Poison Голоса гостей: Steven Blum в роли Джона и Tiny Lister в роли Бобби |            |                                                   |                                |                                           |                 |             |                   |
| 19 | 7          | «Высший балл» «High Score»                        | Линдси Поллард                 | Шон Селеш                                 | 7 февраля 2011  | 1004-024    | N/A               |
| Мордекай и Ригби пытаются заслужить уважение, побив мировой рекорд в аркадной игре, пока в дело не вмешивается гигантская плавающая голова по имени GBF (Гаррет Бобби Фергюсон), который является рекордсменом. Песня: «Hangin' Tough» — New Kids on the Block |            |                                                   |                                |                                           |                 |             |                   |
| 20 | 8          | «Ярость против телевизора» «Rage Against the TV»  | Роберт Альварез                | Джеймс Куинтел, Майк Рот и Джон Инфантино | 14 февраля 2011 | 1004-020    | 1.85              |
| После того как их телевизор разбился, Мордекай и Ригби пытаются найти другой телевизор, чтобы победить сложного босса в видеоигре. Однако вскоре босс становится настоящим, объединив электронику, что заставляет группу работать вместе и победить его с помощью мебели. Голоса гостей: Roger Craig Smith в роли Джимми |            |                                                   |                                |                                           |                 |             |                   |
| 21 | 9          | «Праздник Пит» «Party Pete»                       | Роберт Альварез                | Бентон Коннор и Кэлвин Вонг               | 21 февраля 2011 | 1004-025    | 1.72              |
| Когда Бенсон берёт выходной, Мордекай и Ригби решают устроить вечеринку с помощью знаменитости по имени Праздник Пит. Однако после старинного газированного напитка Праздник Пит заходит слишком далеко. Голоса гостей: Jeff Bennett в роли Праздника Пита |            |                                                   |                                |                                           |                 |             |                   |
| 22 | 10         | «Мозгоправ» «Brain Eraser»                        | Роберт Альварез                | Кэт Моррис                                | 25 февраля 2011 | 1004-021    | 0.91              |
| Когда Мордекай случайно видит голого Попса, Ригби и Скипс пытаются помочь ему забыть об этом, проникнув в его память и стерев её в стиле японского аниме-фильма. Голоса гостей: Roger Craig Smith в роли работника хижины Movie Shack |            |                                                   |                                |                                           |                 |             |                   |
| 23 | 11         | «Бенсон, ты уволен!» «Benson Be Gone»             | Роберт Альварез                | Джон Инфантино                            | 28 февраля 2011 | 1004-016    | 1.87              |
| Новый управляющий парком заменяет Бенсона после того, как его понизили до садовника вместе с Мордекаем и Ригби, но этот новый управляющий оказывается демоном. Хуже того, она заставляет всех выглядеть как она. Теперь Бенсону предстоит спасти положение. Голоса гостей: Steven Blum в роли Леона и April Stewart в роли Сьюзен |            |                                                   |                                |                                           |                 |             |                   |
| 24 | 12         | «Но у меня есть чек!» «But I Have a Receipt»      | Роберт Альварез                | Кэт Моррис и Минти Льюис                  | 7 марта 2011    | 1004-028    | 1.75              |
| Мордекай и Ригби пытаются получить возврат денег за свою ролевую игру после того, как поняли, насколько она плоха, но менеджер отказывается это сделать. Это заставляет обе стороны вступить в войну, чтобы выяснить, кто прав в этом деле, что преобладает в симуляции всех в настольной игре. Голоса гостей: Roger Craig Smith в роли менеджера игрового магазина                                                                                            |            |                                                   |                                |                                           |                 |             |                   |
| 25 | 13         | «Это моя песня» «This Is My Jam»                  | Роберт Альварез                | Шон Селеш                                 | 28 марта 2011   | 1004-027    | 1.52              |
| Ригби изо всех сил пытается выбросить повторяющуюся песню из головы, что быстро превращается в проблему для всей группы, когда она оживает с телом живой кассеты 90-х годов, которая перерастает в битву групп. Song: «Summertime Loving, Loving in the Summer (Time)» — Шон Селеш |            |                                                   |                                |                                           |                 |             |                   |
| 26 | 14         | «Масл-вумен» «Muscle Woman»                       | Роберт Альварез                | Бентон Коннор и Кэлвин Вонг               | 4 апреля 2011   | 1004-029    | 1.42              |
| Маслмен впадает в депрессию, когда его девушка, Старла, расстаётся с ним, что заставляет Мордекая и Ригби заняться его работой. Подбадриваемым Ригби, Мордекай затем нерешительно планирует встречаться со Старлой, а затем порвать с ней, чтобы вернуться к Маслмену, но это приводит Старлу в ярость. Безумие Старлы разрушает город, заставляя Маслмена наконец показать свои истинные чувства. Голоса гостей: Courtenay Taylor в роли Старлы               |            |                                                   |                                |                                           |                 |             |                   |
| 27 | 15         | «Замена» «Temp Check»                             | Брайан Шисли                   | Бентон Коннор и Кэлвин Вонг               | 11 апреля 2011  | 1004-031    | 1.69              |
| Ригби нанимает временного работника для работы в парке, но вскоре узнаёт о его коварстве, когда тот начинает красть личность Ригби. Когда дело доходит до точки кипения, группа застревает, имея дело с двумя Ригби, которым они должны положить конец, выявив настоящего мошенника. Голоса гостей: Roger Craig Smith в роли Дага |            |                                                   |                                |                                           |                 |             |                   |
| 28 | 16         | «Молчок» «Jinx»                                   | Роберт Альварез и Брайан Шисли | Шон Селеш и Генри Ю                       | 18 апреля 2011  | 1004-032    | 1.70              |
| Ригби становится жертвой сглаза Мордекая и пытается снять его с себя, но каждый раз терпит неудачу. Пока Маслмен не говорит Ригби сделать это в зеркале, которое высвобождает демона, повышая ставки и заставляя Мордекая снять сглаз с Ригби. Голоса гостей: Roger Craig Smith в роли Ибгира |            |                                                   |                                |                                           |                 |             |                   |
| 29 | 17         | «Увидимся!» «See You There»                       | Роберт Альварез и Брайан Шисли | Джеймс Куинтел                            | 25 апреля 2011  | 1004-022    | 1.74              |
| Мордекай и Ригби пытаются попасть на вечеринку-сюрприз Маслмена, по случаю дня рождения для призрака Дай Пять, но вскоре после различных попыток узнают об этом правду. Голоса гостей: Roger Craig Smith в роли призрака Пять Дай и Tiny Lister в роли Бобби |            |                                                   |                                |                                           |                 |             |                   |
| 30 | 18         | «Будь другом!» «Do Me a Solid»                    | Роберт Альварез и Брайан Шисли | Кэт Моррис и Минти Льюис                  | 2 мая 2011      | 1004-030    | 2.04              |
| Мордекай просит Ригби пойти на свидание с Эйлин, чтобы устроить двойное свидание Мордекая и Маргарет. Ригби соглашается в обмен на то, что Мордекай будет должен ему десять одолжений, которые он использует во время свидания, чтобы испортить действия Мордекая по отношению к Маргарет, но это становится смертельно опасным во время последнего одолжения.                                                                                                 |            |                                                   |                                |                                           |                 |             |                   |
| 31 | 19         | «Кладбищенские истории» «Grave Sights»            | Роберт Альварез и Брайан Шисли | Бентон Коннор и Кэлвин Вонг               | 9 мая 2011      | 1004-035    | 1.93              |
| Мордекай и Ригби случайно будят мертвецов во время киноночи на кладбище парка и должны защитить зрителей, которые считают, что смотрят «Зомби-апокалипсис» в 3D. Голоса гостей: Roger Craig Smith в роли работника хижины Movie Shack and Jeff Bennett в роли зомби и охотника на зомби |            |                                                   |                                |                                           |                 |             |                   |
| 32 | 20         | «Самый настоящий реслинг» «Really Real Wrestling» | Роберт Альварез и Брайан Шисли | Шон Селеш                                 | 16 мая 2011     | 1004-034    | 2.16              |
| Случайно ранив Попса, Мордекай и Ригби тайком уходят из дома, чтобы пойти на мероприятие по рестлингу, которое они изначально собирались посетить вместе с ним. К своему удивлению, они обнаруживают, что он сбежал, и его принимают за борца на мероприятии. Голоса гостей: Lee Reherman в роли Четырёх армагеддонов и Robin Atkin Downes в роли Огромной головы                                                                                              |            |                                                   |                                |                                           |                 |             |                   |
| 33 | 21         | «Чересчур!» «Over the Top»                        | Роберт Альварез и Брайан Шисли | Бентон Коннор и Кэлвин Вонг               | 23 мая 2011     | 1004-036    | 1.96              |
| Скипс не может понять, как Ригби может победить его в армрестлинге, и вскоре узнаёт правду и невероятным образом убивает его. Он должен победить неживое присутствие Смерти в матче по армрестлингу, чтобы возродить жизнь Ригби. Песня: «Dies Irae» — Wolfgang Amadeus Mozart Голоса гостей: Julian Holloway в роли Смерти |            |                                                   |                                |                                           |                 |             |                   |
| 34 | 22         | «Полуношник» «The Night Owl»                      | Роберт Альварез и Брайан Шисли | Кэт Моррис и Минти Льюис                  | 30 мая 2011     | 1004-033    | 2.11              |
| Мордекай, Ригби, Маслмен и призрак Дай Пять участвуют в конкурсе, чтобы выиграть автомобиль, но хозяин конкурса планирует оставить их в нём навсегда. Четверо должны попытаться спастись, прежде чем их затянет льдом в будущее, в год 4224. Голоса гостей: Roger Craig Smith в ролях Полуношника, Ника и Музейные голоса |            |                                                   |                                |                                           |                 |             |                   |
| 35 | 23         | «Кучка маленьких утят» «A Bunch of Baby Ducks»    | Роберт Альварез и Брайан Шисли | Кэт Моррис и Минти Льюис                  | 6 июня 2011     | 1004-037    | 2.33              |
| Утята привязываются к Ригби и начинают подражать его поведению. |            |                                                   |                                |                                           |                 |             |                   |
| 36 | 24         | «Более умный» «More Smarter»                      | Роберт Альварез и Брайан Шисли | Бентон Коннор и Кэлвин Вонг               | 13 июня 2011    | 1004-039    | 2.19              |
| Ригби покупает в Интернете напиток, который повышает интеллект человека, чтобы доказать Мордекаю, что он умнее его. Тем не менее, они оба стали слишком умными. |            |                                                   |                                |                                           |                 |             |                   |
| 37 | 25         | «Первый день» «First Day»                         | Роберт Альварез                | Джеймс Куинтел                            | 11 июля 2011    | 1004-040    | 2.63              |
| В свой первый день работы в парке Мордекай и Ригби соревнуются друг с другом за старый стул Папаши, играя в rock-paper-scissors, но выясняется, что это злая игра, когда они 100 раз подряд делают ничью, порождают монстра, поглощающий портал. Песня: «I'm Alright» — Kenny Loggins Голоса гостей: Roger L. Jackson в роли монстра - Примечание: Этот эпизод является расширенной версией пилотного эпизода сериала, который был переделан для этого сезона. |            |                                                   |                                |                                           |                 |             |                   |
| 38 | 26         | «Как вирус» «Go Viral»                            | Роберт Альварез и Брайан Шисли | Бентон Коннор и Кэлвин Вонг               | 18 июля 2011    | 1004-026    | 2.01              |
| Мордекай и Ригби соревнуются с Маслменом и призраком Дай Пять, чтобы узнать, кто сможет сделать вирусное видео с наибольшим количеством просмотров. В конце концов, дуэт находит странное место, где правит злой компьютерный надзиратель. Песня: «Hit Me with Your Best Shot» — Pat Benatar Голоса гостей: Mitzi McCall в роли надзирателя Интернета. |            |                                                   |                                |                                           |                 |             |                   |
| 39 | 27         | «Скунс» «Skunked»                                 | Роберт Альварез и Брайан Шисли | Джеймс Куинтел и Шон Селеш                | 25 июля 2011    | 1004-023    | 2.14              |
| Ригби начинает превращаться в скунса после того, как его опрыскивает мифическое существо по имени Скунс-оборотень, и пытается вернуться в нормальное состояние, пока не стало слишком поздно, но Скунс-оборотень полон решимости не допустить этого. Голоса гостей: Paul F. Tompkins в роли Скунса-оборотня |            |                                                   |                                |                                           |                 |             |                   |
| 40 | 28         | «Караоке-видео» «Karaoke Video»                   | Роберт Альварез                | Шон Селеш и Дэннис Мессмер                | 1 августа 2011  | 1004-038    | 2.26              |
| Мордекай и Ригби должны найти и уничтожить видеозапись, на которой они оскорбляют своих друзей, будучи пьяными и охваченными азартом пения караоке, но это оказывается очень сложной задачей, когда группа тоже оказывается вовлечённой, а менеджер не обращает внимания на их протест, проигрывая запись. Песни: «We're Not Gonna Take It» — Twisted Sister и «Footloose» — Kenny Loggins Голоса гостей: Richard McGonagle в роли Кэрри О'Ки                  |            |                                                   |                                |                                           |                 |             |                   |

## Домашние медиа
Warner Home Video выпустила несколько DVD, состоящих из форматов регион 1 и регион 2.
Slack Pack, The Best DVD in the World *At this Moment in Time, Party Pack, Fright Pack, Mordecai & Margaret Pack и Rigby Pack были созданы для рынков региона 1 и содержали эпизоды из второго сезона.

### Полный выпуск сезона
Полный первый и второй сезоны были выпущены на Blu-ray и DVD 16 июля 2013. 
| Обычный мультик: полный первый и второй сезоны | | | | | | | | | |
| Детали комплекта | Детали комплекта | Детали комплекта | Детали комплекта | Детали комплекта | Особые возможности | Особые возможности | Особые возможности | Особые возможности | Особые возможности |
| - 40 эпизодов - Комплект из 2-х дисков (Blu-ray) Комплект из 3-х дисков (DVD) - 1.78:1 соотношение сторон - Субтитры: Английский - Английский (Dolby Stereo) | - 40 эпизодов - Комплект из 2-х дисков (Blu-ray) Комплект из 3-х дисков (DVD) - 1.78:1 соотношение сторон - Субтитры: Английский - Английский (Dolby Stereo) | - 40 эпизодов - Комплект из 2-х дисков (Blu-ray) Комплект из 3-х дисков (DVD) - 1.78:1 соотношение сторон - Субтитры: Английский - Английский (Dolby Stereo) | - 40 эпизодов - Комплект из 2-х дисков (Blu-ray) Комплект из 3-х дисков (DVD) - 1.78:1 соотношение сторон - Субтитры: Английский - Английский (Dolby Stereo) | - 40 эпизодов - Комплект из 2-х дисков (Blu-ray) Комплект из 3-х дисков (DVD) - 1.78:1 соотношение сторон - Субтитры: Английский - Английский (Dolby Stereo) | - Комментарии к эпизодам - Удалённые сцены - «Наивный человек из Лоллиленда» студенческая короткометражка - Компьютерная графика для смешанного монстра - Интервью горячая тема - Чтение характера Попса — Сэм Марин - Оригинальные рисунки главных героев - Оригинальная бумага для заметок используется для подачи Обычного мультика - Неэфирный пилот «Обычного мультика» - Сэм Марин поёт Blitzkrieg Bop - Джеймс представляет «Сила» - Анимация для не вышедшего в эфир пилота - Анимация для «Сила» - Карандашные тестовые рисунки - Тизер-трейлер Comic-Con 2010 - Музыкальный клип Party Tonight - Оригинальные рекламные ролики Обычного мультика | - Комментарии к эпизодам - Удалённые сцены - «Наивный человек из Лоллиленда» студенческая короткометражка - Компьютерная графика для смешанного монстра - Интервью горячая тема - Чтение характера Попса — Сэм Марин - Оригинальные рисунки главных героев - Оригинальная бумага для заметок используется для подачи Обычного мультика - Неэфирный пилот «Обычного мультика» - Сэм Марин поёт Blitzkrieg Bop - Джеймс представляет «Сила» - Анимация для не вышедшего в эфир пилота - Анимация для «Сила» - Карандашные тестовые рисунки - Тизер-трейлер Comic-Con 2010 - Музыкальный клип Party Tonight - Оригинальные рекламные ролики Обычного мультика | - Комментарии к эпизодам - Удалённые сцены - «Наивный человек из Лоллиленда» студенческая короткометражка - Компьютерная графика для смешанного монстра - Интервью горячая тема - Чтение характера Попса — Сэм Марин - Оригинальные рисунки главных героев - Оригинальная бумага для заметок используется для подачи Обычного мультика - Неэфирный пилот «Обычного мультика» - Сэм Марин поёт Blitzkrieg Bop - Джеймс представляет «Сила» - Анимация для не вышедшего в эфир пилота - Анимация для «Сила» - Карандашные тестовые рисунки - Тизер-трейлер Comic-Con 2010 - Музыкальный клип Party Tonight - Оригинальные рекламные ролики Обычного мультика | - Комментарии к эпизодам - Удалённые сцены - «Наивный человек из Лоллиленда» студенческая короткометражка - Компьютерная графика для смешанного монстра - Интервью горячая тема - Чтение характера Попса — Сэм Марин - Оригинальные рисунки главных героев - Оригинальная бумага для заметок используется для подачи Обычного мультика - Неэфирный пилот «Обычного мультика» - Сэм Марин поёт Blitzkrieg Bop - Джеймс представляет «Сила» - Анимация для не вышедшего в эфир пилота - Анимация для «Сила» - Карандашные тестовые рисунки - Тизер-трейлер Comic-Con 2010 - Музыкальный клип Party Tonight - Оригинальные рекламные ролики Обычного мультика | - Комментарии к эпизодам - Удалённые сцены - «Наивный человек из Лоллиленда» студенческая короткометражка - Компьютерная графика для смешанного монстра - Интервью горячая тема - Чтение характера Попса — Сэм Марин - Оригинальные рисунки главных героев - Оригинальная бумага для заметок используется для подачи Обычного мультика - Неэфирный пилот «Обычного мультика» - Сэм Марин поёт Blitzkrieg Bop - Джеймс представляет «Сила» - Анимация для не вышедшего в эфир пилота - Анимация для «Сила» - Карандашные тестовые рисунки - Тизер-трейлер Comic-Con 2010 - Музыкальный клип Party Tonight - Оригинальные рекламные ролики Обычного мультика |
| Даты выпуска | | | | | | | | | |
| Регион 1 | Регион 1 | Регион 2 | Регион 2 | Регион 4 | Регион 4 | Регион A | Регион A | Регион B | Регион B |
| 16 июля 2013 | 16 июля 2013 | N/A | N/A | Полный первый сезон: 2 октября 2013 Полный второй сезон: 6 ноября 2013                                                                                       | Полный первый сезон: 2 октября 2013 Полный второй сезон: 6 ноября 2013 | 16 июля 2013 | 16 июля 2013 | 6 ноября 2013 | 6 ноября 2013 |